# トゥンソン駅
トゥンソン駅（トゥンソンえき、タイ語:สถานีรถไฟชุมทางทุ่งสง）は、タイ王国南部ナコーンシータンマラート県トゥンソン郡にある、タイ国有鉄道南本線の駅である。

## 概要
トゥンソン駅は、タイ王国南部ナコーンシータンマラート県の人口80万人が暮らすトゥンソン郡にある。町の中心部に位置する為、利便性が良く、駅の正面側（西側）が、市街地である。当駅は一等駅であり、全ての列車が停車する駅でもある。1日に22本（11往復）の列車が発着しその内訳は、特急3往復、急行2往復、快速4往復、普通2往復である。
旅客扱施設の他、貨物取扱施設や車両基地があり、広い範囲に鉄道施設が設置されている。

## 歴史
1914年1月1日、タイ国有鉄道南本線カンタン支線のトゥンソン分岐駅 - フワイヨート駅間の全通に伴い、終着駅として開業。9か月後の10月1日 にパッタルン駅 まで路線が延長されたことにより途中駅となる。さらに1915年2月14日に当駅より北方のバーンナ駅まで開業したことにより分岐駅となる。
1916年にはバンコク方面への路線も全通した。
- 1913年4月1日 【開業】フワイヨート駅 - カンタン駅 (49.26km)
- 1914年1月1日 【開業】 トゥンソン分岐駅 - フワイヨート駅 (43.74km)
- 1914年10月1日 【開業】トゥンソン分岐駅 - パッタルン駅 (88.93km)
- 1915年2月14日 【開業】バーンナ駅 - トゥンソン分岐駅 (94.74km)

## 駅構造
単式1面及び島式2面の複合型ホーム3面3線をもつ地上駅であり、駅舎はホームに面している。

## 駅周辺
南本線とカンタン支線の分岐点にある公園に退役した蒸気機関車277号機（1929年Hamomag製、製造番号10657）、が静態保存されている。
- トゥンソンバスターミナル (500m)